# Dalhousie (New Brunswick)
Dalhousie ist eine Kleinstadt (town) im Restigouche County in der kanadischen Provinz New Brunswick. 
Sie liegt im Norden der Provinz an der Mündung des Restigouche in die Chaleur-Bucht. Der Ort trägt seit 1826 den Namen „Dalhousie“. Dalhousie hat eine Fläche von 15,22 km². Die Einwohnerzahl ist in den letzten Jahren rückläufig. Im Jahr 2016 betrug sie 3126.